# Pedro Chaskel
Peter Chaskel Benko (hebreu: פטר צ'סקל בנקו‎; Berlín, d'agost de 1932-Santiago de Xile, 20 de febrer de 2024), també conegut com a Pedro Chaskel, va ser un director de cinema, documentalista i muntatgista xilè, conegut per ser un dels principals precursors de l'anomenat «nou cinema xilè». Durant la seva carrera va participar en la realització de nombrosos curtmetratges, documentals i llargmetratges.
Va ser reconegut amb l'Orde al Mèrit Artístic i Cultural Pablo Neruda en 2005; la medalla Rectoral de la Universitat de Xile en 2006; i el Premi Altazor de les Arts Nacionals, per la seva contribució a l'art cinematogràfic xilè en 2009.

## Biografia
Peter Chaskel va néixer el 2 d'agost de 1932 en una família jueva asquenazita de nacionalitat alemanya que va emigrar a Xile el 1939, quan tenia set anys d'edat, producte del creixent antisemitisme. Es va nacionalitzar xilè en 1952.
Va estudiar al Liceo de Aplicación va començar els seus estudis d'Arquitectura en la Universitat de Xile entre 1951 i 1954, i en aquest últim any es va convertir en membre fundador i animador del Cinema Club Universitari de la Federació d'Estudiants de la Universitat de Xile. És durant aquest període en què socialment comença a ser anomenat com «Pedro», un pseudònim artístic creat per si mateix.
En adonar-se que existien pel·lícules que no arribaven a Xile per mitjà del circuit comercial regular, Chaskel va promoure el «cine fòrum», que consistia en debats organitzats després de les funcions de pel·lícules que feien a la Casa Central de la Universitat de Xile. Allí es van exhibir per primera vegada a Xile, clàssics de l'expressionisme alemany, el neorealisme italià i altres pel·lícules que estiguessin a l'abast.
En 1957, Chaskel va cofundar el Centre de Cinema Experimental de la mateixa universitat, dirigit pel també cineasta Sergio Bravo —que també s'havia retirat com a estudiant d'arquitectura—, entitat que a poc caminar va ser afavorida per l'advocat i ambaixador Álvaro Bunster, en aquest moment, secretari General de la Universitat de Xile.
UUn any més tard, Chaskel va aconseguir el seu primer treball professional en la indústria del cinema, com a assistent de producció, direcció i muntatge en el llargmetratge de ficció Tres miradas a la calle dirigit per Naum Kramarenco. Dos anys més tard, en 1960, va repetir l'experiència amb el mateix director, aquesta vegada amb el llargmetratge de ficció Deja que los perros ladren, on va exercir com a assistent de direcció i muntatge.
En 1961 és nomenat director de l'acabada de formar Cineteca Universitària de la Universitat de Xile, i en 1963, com a director del Departament de Cinema de la Universitat de Xile. Estant en aquest càrrec, Chaskel té com a estudiants a dos dels principals directors xilens de la segona meitat del segle XX: Raúl Ruiz Pino i Miguel Littín. Chaskel fins i tot fa les labors de muntatgista a la pel·lícula El Chacal de Nahueltoro, de Miguel Littin, que va ser estrenada el 1969.
En 1973, després del cop d'estat, Chaskel és expulsat de la Universitat de Xile per les autoritats militars i exiliat. Les seves últimes imatges gravades al país, abans de viatjar i tornar, corresponen als avions Hawker Hunters disparant míssils al Palacio de la Moneda.
Entre 1974 i 1983 s'instal·la en Cuba, on fa labors de montajista a l'Institut Cubà de l'Art i la Indústria Cinematogràfics, i des de 1979, com a director i realitzador per al mateix institut. A Cuba es fa conegut per l'estrena del documental  Los ojos como mi papá el 1979, on dona compte de l'exili xilè; i per Una foto recorre el mundo de 1981, on es reflexiona sobre el significat de la fotografia que li va fer Alberto Korda al Che Guevara.
En 1983, va retornar a Xile. Fa treballs en cinema i vídeo, exercint-se com montajista i director de documentals, com la sèrie Al fin del mundo que va ser emesa per Canal 13, en la qual va participar en la creació de 33 episodis. Mentre que, des de 1997 fins als seus últims anys, es va exercir com a professor de cinema en múltiples universitats xilenes.

## Vida personal
Va estar casat amb Fedora Robles, qui va morir en 1997, i amb qui va tenir dos fills.

## Filmografia

### Primers anys a Xile
- Aquí vivieron (1962)
- Érase una vez (1965)
- Aborto (1965)
- La captura (inconclusa, 1967)
- Testimonio (1969)
- Venceremos (1970)
- No es hora de llorar (1972)

### A Cuba
- Los ojos como mi papá (1979)
- ¿Qué es...? (1980)
- Una foto recorre el mundo (1981)
- Constructor cada día compañero (1982)
- Che, hoy y siempre (1983)

### De tornada a Xile
- Somos + (1985)
- Por la vida (1987)
- Imágenes de un primero de mayo (1987)

## Televisió

### Al Sur del Mundo
- Pirquineros de Andacollo (1989)
- Arrieros del cajón del Maipo (1990)
- Viva Huasquiña (1991)
- La ruta del Toltén (1991)
- El valle de Elqui (1992)
- Neruda en el corazón (1993)
- Chiloé, comarca encantada (1994)
- Los austriacos de Pozuzo (1995)
- Organilleros (1996)
- Volantines y volantineros (1996)
- Caletas del desierto atacameño (1997)
- Colonos del lago O'Higgins (1997)
- Colono en Tierra del Fuego (1998)
- Tradiciones de Semana Santa (1999)
- Recuerdos y testimonios de Santiago poniente (1999)
- Los mineros de Lota, 10 años después (2000)
- La minga que movió la vieja iglesia de Tey (2000)

#### Producció pròpia
- DE VIDA Y DE MUERTE, Testimonios de la Operación Cóndor (2000-2015)